# Kerala
Kerala je indijska zvezna država v Južni Indiji na Malabarski obali. Oblikovana je bila 1. novembra 1956 z indijskim zveznim zakonom o reorganizaciji, ki je v to državo združil območja z malajalščino kot govornim jezikom prebivalstva. Razprostira se na območju 38.863km in meji na zvezno državo Karnataka na severu in severovzhodu ter na zvezno državo Tamil Nadu na vzhodu in jugu.
S 33,3 milijona prebivalcev po popisu leta 2011 je Kerala na trinajstem mestu med indijskimi državami po številu prebivalstva. Država je razdeljena na 14 upravnih okrajev z glavnim mestom Thiruvananthapuram. Malajalaščina je prevladujoč jezik in tudi uraden občevalni jezik v tej zvezni državi.

## Izvor imena
Toponim Kerala nima jasnega etimološkega pomena. Ena od razlag govori, da ime izhaja iz besede Kera ('kokosova palma' v malajalščini) in alam ('dežela'); torej »dežela kokosovih palm«, kar kot termin uporabljajo tudi domačini, ker je tu v izobilju kokosovih palm. Ime Kerala je prvič zabeleženo kot Keralaputra v 3. stoletju pr. n. št. v virih Maurijskega cesarstva kralja Ašoke (274–237 pr. n. št.), v enem od ukazov tega kralja. Zapis se nanaša na lokalnega vladarja ki ga imenuje Keralaputra (v sanskrtu kot 'sin Kerale'); ali 'sin iz Čere'. Tej razlagi nasprotna je razlaga, da beseda Kera pomeni 'kokosovo palmo'. Beseda Cheral se nanaša tudi na najstarejšo poznano kraljevsko družino iz Kerale in izhaja iz prastare tamilsko-malajalamske besede za 'jezero'.
Najzgodnejše besedilo v sanskrtu, ki omenja Keralo, je Aitareja Aranjaka iz Rigvede. Kerala je omenjena tudi v dveh hindujskih epih Ramajani in v Mahabharati. Grško-rimska trgovska geografska karta Periplus Eritrejskega morja omenja Keralaputro kot Celobotra.

## Zgodovina

### Prazgodovina
Precejšen del Kerale, vključno z zahodnimi obalnimi nižinami in ravninami srednjega sveta, je bil morda v starih časih pod morjem. Morski fosili so bili najdeni na območju blizu Čanganaserija, kar podpira hipotezo. Predzgodovinske arheološke najdbe vključujejo dolmene iz neolitika na območju Marajur v okrožju Iduki, ki leži na vzhodnem višavju, ki so ga naredili Zahodni Gati. Lokalno so znani kot munijara, ki izhaja iz muni (puščavnik ali modrec) in ara (dolmen). Petroglifi v jamah Edakal v Vajanadu segajo v neolitik okoli leta 6000 pred našim štetjem. Arheološke študije so odkrile mezolitska, neolitska in megalitska najdišča v Kerali. Študije kažejo na razvoj starodavne družbe Kerale in njene kulture, ki se je začela od paleolitika do mezolitika, neolitika in megalitika. Tuji kulturni stiki so pomagali tej kulturni tvorbi; zgodovinarji nakazujejo možno povezavo s Indsko civilizacijo v pozni bronasti in zgodnji železni dobi.

### Antično obdobje
Kerala je bila pomemben izvoznik začimb že 3000 pr. n. št., saj jo omenjajo že viri iz Sumerije v katerih jo imenujejo kot 'Vrt začimb' in kot 'Začimbni vrt Indije'. Začimbe v Kerali so privabljale antične Babilonce, Asirce in Egipčane na Malabarsko obalo v 3. in 2. tisočletju pr. n. št.. V tem obdobju so vzpostavili trgovino s Keralo Feničani. Grški zgodovinar Herodot (5. stoletje pr. n. št.) je zapisal, da so v njegovem času monopol nad industrijo začimb cimeta imeli Egipčani in Feničani.
Dežela Keralaputra je bila eno od štirih neodvisnih kraljevin na jugu Indije v času kralja Ašoke, druga so se imenovala Imperij Čola, Imperij Pandja, in Satijaputra. Zgodovinarji menijo, da je Keralaputra alternativno ime za dinastijo Čera, prvo dominantno dinastijo v Kerali in je imel glavno mesto Karur. Ta ozemlja so si nekoč delila skupen jezik in kulturo na območju, znanem kot Tamilakam. Regiji okrog Coimbatoreja so vladali Čeri v obdobju Sangam med 1. in 4. stoletjem n. št. in je služila kot vzhodni vhod v vrzel Palakad, glavno trgovsko pot med Malabarsko obalo in Tamil Nadujem. Skupaj s kraljestvom Ay na jugu in kraljestvom Ezhimala na severu so Čeri oblikovali vladajoča kraljestva Kerale v zgodnjih letih našega štetja.
V Sangamski literaturi je zapisano, da je kralj Čerov Uthijan Čeralathan vladal večini sodobne Kerale iz svoje prestolnice v Kutanadu, ter nadzoroval pristanišče Muziris, vendar je bil njegov južni konec v kraljestvu Pandja, ki je imelo trgovsko pristanišče, ki je v starodavnih zahodnih virih včasih opredeljeno kot Nelcinda (ali Neacindi) v Quilonu. Tindis je bil takoj za Muzirisom glavno trgovsko središče med Čerasi in Rimskim cesarstvom. Manj znani kraljevini Aj in Mušik sta ležali južno oziroma severno od Čere. Regiji Severni Malabar, ki leži severno od pristanišča v Tindisu, je v obdobju Sangama vladalo kraljestvo Ezhimala. Pristanišče v Tindisu, ki je bilo na severni strani Muzirisa, kot je omenjeno v grško-rimskih spisih, je bilo nekje okoli Kozhikode. Njegova natančna lokacija je predmet spora.
V zadnjih stoletjih pr. n. št. je postala obala zaradi svojih začimb zelo pomembna za Grke in Rimljane še posebej zaradi malabarskega črnega popra. Čeri so imeli trgovske povezave s Kitajsko, Zahodno Azijo, Egiptom, Grčijo in Rimskim cesarstvom. V trgovskih krogih je bilo območje poznano kot Male ali Malabar. Muziris, Berkaraj in Nelcinda so bila glavna pristanišča v tistem času. Vrednost trgovanja Rimljanov na letni ravni s to regijo je ocenjeno na 50 mio sestercev; takrat sodobna Sangam literatura, opisuje rimske ladje, ki so prihajale v Muziris v Keralo, natovorjene z zlatom za zamenjavo za poper. Eden o zgodnjih zahodnih trgovcev, ki je koristil monsunske vetrove za dosego Kerale je bil Eudoks iz Kizika okoli leta 118 ali 166 pr. n. št. pod zaščito Ptolemaja VIII. Dobrotnika, kralja Helenistične Ptolemajske dinastije v Egiptu. Rimske ustanove v pristaniških mestih v regiji, kot npr. Avgustov tempelj in vojašnice za rimske vojake, so omenjene v Tabula Peutingeriana; edini ohranjeni karti rimskega  cursus publicus.
Trgovci iz Zahodne Azije in Južne Evrope so v Kerali ustanavljali obalne postojanke. Judovske povezave s Keralo poznamo od leta 573 pr. n. št. Tudi Arabci so imeli trgovske povezave s Keralo, ki so znane še pred 4. stoletjem pr. n. št., saj je Herodot (484–413 pr. n. št.) zapisal, da je blago, ki so ga prinesli Arabci, in je bilo iz Kerale, prodano Hebrejcem (Judom) v Eden. Judje so se poročali z lokalnimi prebivalci (Dravidskimi Čeri), kar je imelo za posledico oblikovanje t.i. Mapila skupnosti. V 4. stoletju je nekaj kristjanov migriralo iz Perzije in se pridružilo zgodnjim sirski krščanski skupnosti, ki izvira iz evangeličanske dejavnosti apostola sv. Tomaža v 1. stoletju. Mapila je bil častni naziv podeljen spoštovanim obiskovalcem iz tujine; Judje, sirsko (aramejski) kristjani in muslimanskim imigrantom, kar je kasneje ostalo kot naziv za te skupnosti. V Kerali so bile zgrajene zgodnje krščanske cerkve sv. Tomaža, prva mošeja v Indiji Petkova mošeja Čera pa leta 629 pr. n. št.., in najstarejša sinagoga v Indiji, sinagoga Paradesi leta 1568.
Zgodovinarji menijo, da je prvi val migracije Brahminov v kraljevstvo Čera prišel okoli 3. Stoletja pr. n. št. skupaj z misijonarji džainizma in budizma. Vrhunec arijanizacije kraljevstva Kera pride šele v 8. stoletju.
Velika večina prebivalstva je uporabljala domačo dravidsko versko prakso, majhen del pa je sledil džainizmu, budizmu in hinduizmu. Te tri filozofije so prišle v kraljevino Čera iz Severne Indije. Populacija Judov in kristjanov je prav tako živela na tem območju.

### Zgodnji srednji vek
Drugo kraljestvo Čera (okoli 800–1102), znano tudi kot dinastija Kulasekhara iz Mahodajapuram (današnji Kodungalur), je ustanovil Kulasekhara Varman, je vladalo ozemlju, ki je obsegalo celotno današnjo Keralo in manjši del sodobnega Tamil Naduja. V zgodnjem delu obdobja Kulasekara so južni regiji od Nagercoila do Thiruvale vladali Aji, ki so izgubili oblast v 10. stoletju, zaradi česar je regija postala del imperija Kulasekara. Pod vladavino Kulasekhare je Kerala doživela razvojno obdobje umetnosti, literature, trgovine in gibanja Bhakti hinduizma. Keralitska identiteta, ki se razlikuje od tamilske, se je v tem obdobju okoli 7. stoletja jezikovno ločila. Izvor malajalamskega koledarja sega v leto 825 n. št.. Za lokalno upravo je bilo kraljestvo razdeljeno na province pod vladavino Naduvazhijev, pri čemer je vsaka provinca obsegala več Desamov pod nadzorom poglavarjev, imenovanih Desavazhijev. Festival Mamankam, ki je bil največji domorodni festival, je potekal v Tirunavaji blizu Kutippurama, na bregu reke Bharathapuzha. Athavanad, sedež Azhvančerija Thamprakala, ki je veljal tudi za vrhovnega verskega poglavarja brahmanov Nambudiri iz Kerale, je prav tako v bližini Tirunavaje.
Sulaiman al-Tadžir, perzijski trgovec, ki je obiskal Keralo med vladavino Sthanu Ravi Varma (9. stoletje n. št.), piše, da je v tem času med Keralo in Kitajsko potekala obsežna trgovina v pristanišču Kolam. Številna tuja poročila omenjajo prisotnost precejšnjega števila muslimanskega prebivalstva v obalnih mestih. Arabski pisci, kot so Al-Masudi iz Bagdada (896–956 n. št.), Mohamed al-Idrisi (1100–1165 n. št.), Abulfeda (1273–1331 n. št.) in Al-Dimaški (1256–1327 n. št.), omenjajo muslimanske skupnosti v Kerala. Nekateri zgodovinarji domnevajo, da se Mapilas lahko šteje za prvo domačo, naseljeno muslimansko skupnost v Južni Aziji. Najzgodnejša znana omemba muslimanov v Kerali je na sirskih bakrenih ploščah Quilon.
Zavore, ki jih je povzročil niz vojn Čera-Čola v 11. stoletju, so povzročile upad zunanje trgovine v pristaniščih Kerale. Poleg tega so portugalski vpadi v 15. stoletju povzročili, da sta iz dežele izginili dve veliki religiji, budizem in džainizem. Znano je, da so bili Menoni v regiji Malabar v Kerali prvotno močni verniki džainizma. Družbeni sistem je postal razbit z delitvami na kastne meje. Nazadnje je bila dinastija Kulasekhara leta 1102 podjarmljena s skupnim napadom poznejših Pandi in poznejših Čolov. Vendar pa je v 14. stoletju Ravi Varma Kulašekhara (1299–1314) iz južnega Venadskega kraljestva uspel vzpostaviti kratkotrajno prevlado nad južno Indijo.

### Vzpon Kozhikode
Po njegovi smrti je bila država zaradi odsotnosti močne centralne oblasti razdeljena na trideset majhnih vojskujočih se kneževin; najmočnejši med njimi so bili kraljestvo Zamorin iz Kozhikoda na severu, Kolam na skrajnem jugu, Koči na jugu in Kanur na skrajnem severu. Pristanišče Kozhikode je imelo boljši gospodarski in politični položaj v Kerali, medtem ko so bili Kolam (Quilon), Koči in Kanur (Cananore) komercialno omejeni na sekundarne vloge. Zamorin Calicutski je bil prvotno vladar Eranad, ki je bila manjša kneževina v severnih delih današnjega okrožja Malapuram. Zamorin se je povezal z arabskimi in kitajskimi trgovci in uporabil večino bogastva iz Kozhikoda za razvoj svoje vojaške moči. Kozhikode je v srednjem veku postal najmočnejše kraljestvo v malajalamsko govoreči regiji. V 14. stoletju je Kozhikode osvojil večje dele osrednje Kerale po zavzetju Tirunavaje iz Valuvanada, ki so bili pod nadzorom kralja Perumbadappu Svaropama (Kočin). Vladar Perumpadapuja je bil prisiljen prenesti svojo prestolnico (okoli 1405 n. št.) južneje iz Kodungalurja v Koči. V 15. stoletju je bil status Kočina zmanjšan na vazalno državo Kozhikode. Tudi vladar Kolathunaduja (Kanurja) je prišel pod vpliv Zamorina do konca 15. stoletja.
Na vrhuncu svoje vladavine so Zamorini iz Kozhikoda vladali regiji od Kolama (Quilon) na jugu do Panthalajini Kolama (Kojilandi) na severu. Ibn Batuta (1342–1347), ki je mesto Kozhikode obiskal šestkrat, daje najzgodnejše vpoglede v življenje v mestu. Kozhikode opisuje kot »eno od velikih pristanišč v okrožju Malabar«, kjer so »trgovci iz vseh delov sveta«. Kralj tega kraja, pravi, »si brije brado, tako kot to počnejo Haidari Fakeers iz Rima ... Večji del muslimanskih trgovcev v tem kraju je tako bogatih, da lahko eden od njih kupi celotno tovornino takšnih plovil tukaj in opremi druge, kot so oni.« Ma Huan (1403 n. št.), kitajski mornarski del cesarske kitajske flote pod vodstvom Čeng Hoja (Zheng He) navaja mesto kot veliko trgovsko središče, ki ga obiskujejo trgovci z vsega sveta. Opozarja na 20 ali 30 mošej, zgrajenih za verske potrebe muslimanov, edinstven sistem računanja trgovcev s prsti na rokah in nogah (sledi še danes) in sistem dedovanja po matrilinearni (Marumakkathajam). Abdur Razzak (1442–1443), Niccolò de' Conti (1445), Afanasy Nikitin (1468–74), Ludovico di Varthema (1503–1508) in Duarte Barbosa so bili priča mestu kot enemu glavnih trgovskih središč na indijski podcelini, kjer je bilo mogoče videti trgovce z različnih koncev sveta.

### Osvajanja Vidžajanagare
Kralj Deva Raja II. (1424–1446) imperija Vidžajanagara je v 15. stoletju osvojil celotno današnjo državo Kerala. Okrog leta 1443 je premagal Zamorina iz Kozhikodeja, pa tudi vladarja Kolama. Fernão Nunes pravi, da so Zamorin morali plačati davek kralju imperija Vidžajanagara. Kasneje se zdi, da sta se Kozhikode in Venad uprla svojim vladarjem Vidžajanagara, toda Deva Raja II. je upor zadušil. Ko se je moč Vidžajanagarov v naslednjih petdesetih letih zmanjšala, je Zamorin iz Kozhikode ponovno postal pomemben v Kerali. Leta 1498 je zgradil utrdbo v Ponaniju.

### Zgodnje novoveško obdobje
Monopol nad pomorsko trgovino z začimbami v Arabskem morju je ostal z Arabci v visokem in poznem srednjem veku. Vendar pa je bila prevlada bližnjevzhodnih trgovcev izpodbijana v evropski dobi odkritij. Po prihodu Vasca da Game v Kapad Kozhikode leta 1498 so Portugalci začeli prevladovati v vzhodnem ladijskem prometu, zlasti v trgovini z začimbami. Po odkritju pomorske poti iz Evrope v Malabar leta 1498 so Portugalci začeli širiti svoja ozemlja in zavladali morjem med Hormusom in malabarsko obalo ter južno do Cejlona. Leta 1502 so ustanovili trgovsko središče v Tangaseriju v Quilonu na povabilo takratne kraljice Quilona, da od tam začnejo trgovati z začimbami. Zamorin iz Kozhikoda je novim obiskovalcem dovolil trgovanje z njegovimi podaniki, tako da je portugalska trgovina v Kozhikodu uspevala z ustanovitvijo tovarne in utrdbe. Vendar pa so portugalski napadi na arabske posesti v njegovi jurisdikciji izzvali Zamorina in privedli do sporov med njimi.
Vladar kraljestva Tanur, ki je bil vazal Zamorina iz Calicuta, se je postavil na portugalsko stran proti svojemu vladarju v Kozhikodeju. Posledično je kraljestvo Tanur (Vetathunadu) postalo ena najzgodnejših portugalskih kolonij v Indiji. Na stran Kočinov se je postavil tudi vladar Tanurja. Številni člani kraljeve družine Kočin v 16. in 17. stoletju so bili izbrani iz Vetoma. Vendar pa so se sile Tanurja pod kraljem borile za Zamorina v bitki pri Kočinu (1504). Zvestoba trgovcev Mapila v regiji Tanur je še vedno ostala pod Zamorinom iz Calicuta.
Portugalci so izkoristili rivalstvo med Zamorinom in kraljem Kočija. Ko je bil Francisco de Almeida leta 1505 imenovan za podkralja Portugalske Indije, je bil njegov sedež ustanovljen v Fort Koči (Fort Emanuel) in ne v Kozhikodeju. Med njegovo vladavino je Portugalcem uspelo prevladati v odnosih s Kočijem in vzpostaviti nekaj trdnjav na Malabarski obali. Utrdba St. Angelo je bila zgrajena v Kanurju leta 1505, utrdbo St. Thomas pa so leta 1518 zgradili Portugalci v Kolamu (Quilon). Vendar so Portugalci utrpeli neuspehe zaradi napadov Zamorinovih sil v Južnem Malabarju; zlasti zaradi pomorskih napadov pod vodstvom admiralov Kozhikode, znanih kot Kundžali Marakari, ki so jih prisilili k iskanju pogodbe. Kundžali Marakari so zaslužni za organizacijo prve pomorske obrambe indijske obale. Tuhfat Ul Mudžahiden, ki jo je napisal Zainudin Makhdom II. (rojen okrog 1532) iz Ponanija v 16. stoletju našega štetja, je prva znana knjiga, ki v celoti temelji na zgodovini Kerale in jo je napisal keralec. Napisana je v arabščini in vsebuje informacije o uporu mornarice Kundžali Marakar skupaj z Zamorinom iz Calicuta od 1498 do 1583 proti portugalskim poskusom kolonizacije Malabarske obale. Thunčaththu Ezhuthačan, ki velja za očeta moderne malajalamske literature, je bil rojen v Tirurju (Vetathunadu) v portugalskem obdobju.
Leta 1571 so Zamorinske sile porazile Portugalce v bitki pri trdnjavi Čalijam. Vstaja med Arabci in Portugalci v pristanišču Quilon je pripeljala do konca portugalskega obdobja v Quilonu. Muslimanska linija Ali Radžas iz kraljestva Arakal, blizu Kanurja, ki so bili vazali Kolathirijev, je vladala nad otoki Lakadivi. Utrdba Bekal blizu Kasaragoda, ki je tudi največja utrdba v državi, je leta 1650 zgradil Šivapa Najaka iz Keladija.
Leta 1602 je Zamorin v Aceh poslal sporočilo, v katerem je Nizozemcem obljubil utrdbo v Kozhikodeju, če bodo prišli trgovat tja. Dva agenta, Hans de Wolff in Lafer, sta bila poslana na azijski ladji iz Aceha, vendar ju je ujel poglavar Tanurja in ju izročil Portugalcem. Nizozemska flota pod vodstvom admirala Stevena van der Hagena je prispela v Kozhikode novembra 1604. To je pomenilo začetek nizozemske prisotnosti v Kerali. Sklenili so pogodbo s Kozhikode 11. novembra 1604, kar je bila tudi prva pogodba, ki jo je Nizozemska vzhodnoindijska družba podpisala z indijskim vladarjem. V tem času sta se pomembnost kraljestva in pristanišča Kozhikode močno zmanjšala. Pogodba je predvidevala medsebojno zavezništvo, da bi izgnali Portugalce iz Malabarja. V zameno je Nizozemska vzhodnoindijska družba dobila prostore za trgovino v Kozhikodeju in Ponaniju, vključno s prostornimi skladišči.
Portugalce je izrinila Nizozemska vzhodnoindijska družba, ki je med spopadi med Kozhikode in Koči prevzela nadzor nad trgovino. Po letu 1661 so izgubili proti Nizozemcem pri Quilonu, kasneje pa so Portugalci zapustili jugozahodno obalo. Prihod Britancev na Malabarsko obalo je mogoče izslediti nazaj do leta 1615, ko je skupina pod vodstvom kapitana Williama Keelinga prispela v Kozhikode s tremi ladjami. S temi ladjami je sir Thomas Roe kot britanski odposlanec obiskal Džahangirja, četrtega mogulskega cesarja. Leta 1664 je nizozemski Malabar ustanovil občino Fort Koči, s čimer je postala prva občina na indijski podcelini, ki je bila razpuščena, ko je nizozemska oblast v 18. stoletju oslabela.

### Kraljevini Travancore in Cochin ter britanski vplivi
Nizozemci so bili oslabljeni zaradi nenehnih bitk z Marthando Varmo iz kraljeve družine Travancore in bili poraženi v bitki pri Colačelu leta 1741. Nizozemci in Travancore so leta 1753 podpisali sporazum, znan kot »pogodba iz Mavelikare«, v skladu s katerim so bili Nizozemci prisiljeni opustiti vse politične vpletenosti v regiji. V 18. stoletju je kralj Travancoreja Sree Anizham Thirunal Marthanda Varma z vojaškimi osvajanji priključil vsa kraljestva do Kočina, kar je povzročilo vzpon Travancoreja na prevlado v Kerali. Vladar Koči je zahteval mir z Anizhamom Thirunalom in severni in severno-osrednji deli Kerale (okrožje Malabar), skupaj s Fort Koči, Tangaseri in Ančuthengu v južni Kerali, so prišli pod neposredno britansko oblast, dokler Indija ni postala neodvisna. Travancore je postal prevladujoča država v Kerali s porazom močnega Zamorina iz Kozhikode v bitki pri Purakadu leta 1755.
Otok Dharmadom blizu Kanurja je bil skupaj s Thalaserijem leta 1734 odstopljen Vzhodnoindijski družbi, ki so si jo v poznem srednjem veku lastili vsi Kolatu Radže, Kotajam Radže in Arakal Bibi, kjer so Britanci ustanovili tovarno in Angleška poravnava po cesiji. Leta 1761 so Britanci zavzeli Mahé in naselbino so predali vladarju Kadathanaduja. Britanci so Francozom vrnili Mahé kot del Pariške pogodbe iz leta 1763. Leta 1779 je izbruhnila anglo-francoska vojna, zaradi katere so Francozi izgubili Mahé. Leta 1783 so se Britanci strinjali, da bodo Francozom vrnili njihove naselbine v Indiji, Mahé pa je bil leta 1785 predan Francozom.
Leta 1757 je Palakad radža, da bi se uprl invaziji Zamorina iz Kozhikodeja, zaprosil za pomoč Hyder Alija iz Misoreja. Leta 1766 je Hyder Ali premagal Zamorina iz Kozhikoda – takratnega zaveznika Vzhodnoindijske družbe – in Kozhikode vključil v svojo državo. Manjše knežje države v severnem in severno-osrednjem delu Kerale (regija Malabar), vključno s Kolathunadu, Kotajam, Kadathanadu, Kozhikode, Tanur, Valuvanad in Palakad, so bile združene pod vladarji Misoreja in postale del večjega kraljestva Misore. Njegov sin in naslednik, Tipu Sultan, je sprožil kampanjo proti naraščajoči Britanski vzhodnoindijski družbi, kar je povzročilo dve od štirih anglo-misorskih vojn. Tipu je končno odstopil Malabar District in South Kanara družbi v 1790-ih kot rezultat tretje anglo-misorske vojne in poznejše pogodbe iz Seringapatama; oba sta bila leta 1792 in 1799 priključena Bombajskemu predsedstvu (ki je vključevalo tudi druge regije na zahodni obali Indije) Britanske Indije. Kasneje leta 1800 sta bila okrožje Malabar in Južna Canara ločena od predsedstva Bombaja, da bi ju združili s sosednjim predsedstvom Madrasa. Podjetje je leta 1791 sklenilo tributarno zavezništvo s Kočijem in leta 1795 Travancorejem.
Do konca 18. stoletja je celotna Kerala padla pod nadzor Britancev, bodisi neposredno ali pod vrhovno upravo. Sprva so morali Britanci trpeti lokalni odpor proti svoji vladavini pod vodstvom Kerala Varma Pazhassi Radža, ki je imel podporo ljudstva v regiji Thalaseri-Vajanad. Občine Kozhikode, Palakad, Fort Koči, Kanur in Thalaseri so bile ustanovljene 1. novembra 1866 Britanskega indijskega imperija, s čimer so postale prve moderne občine v zvezni državi Kerala. Posebno policijo Malabar je ustanovila kolonialna vlada leta 1884 s sedežem v Malapuramu. Britanci so v Malabarju leta 1904 prav tako spremenili Thijarsko vojsko, imenovano Thija patalam, v poseben polk s središčem v Thalaseriju, imenovan Thijarski polk. Med gibanjem za neodvisnost v 20. stoletju so bili v Kerali veliki upori; najbolj opazen med njimi je malabarski upor leta 1921 in družbeni boji v Travancoreju. V malabarskem uporu so se muslimani Mapila iz Malabarja uprli Britanskemu raju. Bitka pri Pokoturju ima pomembno vlogo v uporu. V zgodnjih desetletjih 20. stoletja so izbruhnili tudi nekateri družbeni boji proti kastnim neenakostim, kar je privedlo do razglasa o vstopu v tempelj iz leta 1936, ki ga je izdal Travancore Maharadža Čithira Thirunal Balarama Varma, ki je hindujske templje v Travancoreju odprl za vse kaste.

## Kot država Republike Indije
Potem ko je bila Indija leta 1947 razdeljena na Indijo in Pakistan, sta se Travancore in Koči, del Indijske unije, združila 1. julija 1949 v Travancore-Kočin. [195] 1. novembra 1956 so se združili taluk Kasargod v okrožju South Kanara v Madrasu, okrožje Malabar v Madrasu (brez otokov Lakadivi) in Travancore-Kočin brez štirih južnih talukov in taluk Sengotai (ki se je pridružil Tamil Naduju). ustanoviti zvezno državo Kerala v skladu z Zakonom o reorganizaciji držav. Vlada pod vodstvom komunistov pod vodstvom E. M. S. Namboodiripada je nastala po prvih volitvah za novo zakonodajno skupščino Kerale leta 1957. Bila je ena izmed prvih izvoljenih komunističnih vlad kjer koli. Njegova vlada je izvedla zemljiško in izobraževalno reformo, ki je zmanjšala dohodkovno neenakost v državi.

## Geografija
Država je zagozdena med morjem Lakadivov in Zahodnimi Gati. Leži med severnimi zemljepisnimi širinami 8°18' in 12°48' ter vzhodnimi zemljepisnimi dolžinami 74°52' in 77°22'. Država ima obalo dolgo 590 km, širina države pa se giblje med 11 in 121 kilometri. Geografsko lahko Keralo razdelimo na tri podnebno različne regije: vzhodno višavje; razgiban in hladen gorski teren, osrednje sredozemlje; gričevje in zahodne nižine; obalne ravnice predkambrijskih in pleistocenskih geoloških formacij, ki sestavljajo večji del ozemlja Kerale. Katastrofalna poplava v Kerali leta 1341 je drastično spremenila njen teren in posledično vplivala na njeno zgodovino; ustvarila je tudi naravno pristanišče za transport začimb.
Vzhodno regijo Kerale sestavljajo visoke gore, soteske in globoko vrezane doline neposredno zahodno od padavinske sence Zahodnih Gatov. 41 rek Kerale, ki tečejo proti zahodu in 3 reke, ki tečejo proti vzhodu, izvirajo iz te regije. Zahodni Gati tvorijo steno gora, ki je prekinjena le blizu Palakada; od tod znan tudi Palghat, kjer se razbije vrzel Palakad. Zahodni Gati se v povprečju dvigajo do 1500 metrov nad morsko gladino, medtem ko najvišji vrhovi dosežejo približno 2500 metrov. Anamudi v okrožju Iduki je najvišji vrh v južni Indiji in je na nadmorski višini 2695 m. Gorska veriga Zahodnih Gatov je priznana kot ena izmed osmih »najbolj vročih točk« biotske raznovrstnosti na svetu in je uvrščena na Unescov seznam svetovne dediščine. Gozdovi verige veljajo za starejše od himalajskih gora. Slapovi Athirapili, ki so na ozadju gorovja Zahodni Gati, so znani tudi kot indijska Niagara. So na reki Čalakudi in so največji slap v državi. Vajanad je edina planota v Kerali. Vzhodne regije v okrožjih Vajanad, Malapuram (dolina Čalijar pri Nilamburju) in Palakad (dolina Atapadi), ki skupaj tvorijo dele biosfernega rezervata Nilgiri in nadaljevanje planote Misore, so znane po naravnih zlatih poljih, skupaj z sosednja okrožja Karnatake.
Zahodni obalni pas Kerale je razmeroma raven v primerjavi z vzhodno regijo in je prepreden z mrežo medsebojno povezanih brakičnih kanalov, jezer, estuarijev in rek, znanih kot Kerala Backwaters. Kutanad, znan tudi kot riževa skleda v Kerali, ima najnižjo nadmorsko višino v Indiji in je tudi eno redkih krajev na svetu, kjer pridelava poteka pod morsko gladino. Najdaljše jezero v državi Vembanad dominira nad zaledjem; leži med Alapuzho in Kočijem in obsega približno 200 km². Približno osem odstotkov indijskih vodnih poti je v Kerali. 44 rek Kerale vključuje Perijar; 244 kilometrov, Bharathapuzha; 209 kilometrov, Pamba; 176 kilometrov, Čalijar; 169 kilometrov, Kadalundipuzha; 130 kilometrov, Čalakudipuzha; 130 kilometrov, Valapatanam; 129 kilometrov in reka Ačankovil; 128 kilometrov. Povprečna dolžina rek je 64 kilometrov. Številne reke so majhne in se v celoti napajajo z monsunskim dežjem. Ker so reke v Kerali majhne in nimajo delte, so bolj izpostavljene okoljskim vplivom. Reke se soočajo s težavami, kot sta izkopavanje peska in onesnaževanje. Država se sooča z več naravnimi nevarnostmi, kot so zemeljski plazovi, poplave in suše. Državo je leta 2004 prizadel tudi cunami v Indijskem oceanu, leta 2018 pa je bila deležna najhujših poplav v skoraj stoletju.

### Podnebje
S približno 120–140 deževnimi dnevi na leto ima Kerala mokro in morsko tropsko podnebje, na katerega vpliva sezonsko močno deževje jugozahodnega poletnega monsuna in severovzhodnega zimskega monsuna. Približno 65 % padavin pade od junija do avgusta, kar ustreza jugozahodnemu monsunu, preostanek pa od septembra do decembra, kar ustreza severovzhodnemu monsunu. Z vlago obremenjeni vetrovi jugozahodnega monsuna se, ko dosežejo najjužnejšo točko Indijskega polotoka, zaradi svoje topografije razdelijo na dve veji; 'veja Arabskega morja' in 'veja Bengalskega zaliva'. Veja arabskega morja jugozahodnega monsuna najprej doseže Zahodne Gate, zaradi česar je Kerala prva država v Indiji, ki prejme dež zaradi jugozahodnega monsuna. Porazdelitev vzorcev tlaka je obrnjena v severovzhodnem monsunu, v tej sezoni hladni vetrovi iz severne Indije poberejo vlago iz Bengalskega zaliva in jo oborijo na vzhodni obali polotoka Indije. V Kerali je vpliv severovzhodnega monsuna viden samo v južnih okrožjih. Povprečna količina padavin v Kerali je 2923 mm letno. Nekatera bolj suha nižinska območja Kerale imajo v povprečju samo 1250 mm; gore vzhodnega okrožja Iduki prejmejo več kot 5000 mm orografskih padavin: največ v državi. V vzhodni Kerali prevladuje bolj suho tropsko mokro in suho podnebje. Poleti je zvezna država nagnjena k viharnim vetrovom, nevihtnim sunkom, hudourniškim nalivom, povezanim s cikloni, občasnim sušam in dvigom morske gladine. Povprečna dnevna temperatura se giblje od 19,8 °C do 36,7 °C. Povprečne letne temperature se gibljejo od 25,0 do 27,5 °C v obalnih nižinah do 20,0–22,5 °C v vzhodnih visokogorjih.

### Rastlinstvo in živalstvo
Večina biotske raznovrstnosti je skoncentrirana in zaščitena v Zahodnih Gatih. Tri četrtine ozemlja Kerale je bilo do 18. stoletja pod gostim gozdom. Od leta 2004 je več kot 25 % od 15.000 rastlinskih vrst v Indiji v Kerali. Od 4000 vrst cvetočih rastlin; 1272 jih je endemičnih za Keralo, 900 jih je zdravilnih in 159 jih je ogroženih. Njegovih 9400 km² gozdov vključuje tropske mokre zimzelene in polzimzelene gozdove (nižje in srednje lege – 3470 km²), tropske vlažne in suhe gozdove, listopadni gozdovi (srednje lege — 4100 km²) in gorski subtropski in zmerni (šola) gozdovi (najvišje lege — 100 km²). Skupaj je 24 % Kerale poraslega z gozdom. Štiri mokrišča, ki jih Ramsarska konvencija navaja na svetu – jezero Sasthamkota, jezero Aštamudi, mokrišča Thrisur-Ponani Kole in mokrišča Vembanad-Kol – so v Kerali, kot tudi 1455,4 km² velikega biosfernega rezervata Nilgiri in 1828 km² biosfernega rezervata Agasthjamala. V 20. stoletju je bil podvržen obsežnemu krčenju zaradi obdelovanja velik del preostalega gozdnega pokrova je zdaj zaščiten pred golo poseko. Zavetrne gore vzhodne Kerale skrivajo vlažne tropske gozdove in tropske suhe gozdove, ki so pogosti v Zahodnih Gatih. Najstarejši nasad tikovine na svetu 'Conolly's Plot' je v Nilamburju.
Živalstvo Kerale je znano po svoji raznolikosti in visoki stopnji endemizma: vključuje 118 vrst sesalcev (1 endemit), 500 vrst ptic, 189 vrst sladkovodnih rib, 173 vrst plazilcev (od tega 10 endemičnih) in 151 vrst dvoživke (36 endemitov). Ti so ogroženi zaradi obsežnega uničevanja habitatov, vključno z erozijo tal, zemeljskimi plazovi, zasoljevanjem in črpanjem virov. V gozdovih so palisander, Dalbergia latifolia, Artocarpus hirsutus, Erythrina in Cassia med več kot 1000 vrstami dreves v Kerali. Druge rastline so bambus, divji črni poper, divji kardamom, palma calamus ratana in aromatična trava vetiver, Vetiveria zizanioides. Indijski slon, bengalski tiger, indijski leopard, Nilgirski tahr, navadna palmova cibetovka in sive orjaške veverice najdemo tudi v gozdovih. Plazilci so kraljeva kobra, gad, piton in roparski krokodil. Keralske ptice so malabarski trogona, veliki kljunorožec, keralski smejoči drozg,  Anhingidae in Gracula indica. V jezerih, mokriščih in vodnih poteh ribe, kot so azijski bodeči som (Heteropneustes fossilis), rdečečrta algojeda mrenica (sahyadria denisonii) in choottachi; Etroplus maculatus. Nedavno opisana vrsta tardigradov (vodnih medvedov), zbrana na obali Vadakara v Kerali, poimenovana po državi Kerala; Stygarctus keralensis.
| Thiruvananthapuram Kozhikode | 1  | Thiruvananthapuram | Thiruvananthapuram | 968.990 | Koči Kolam |
| Thiruvananthapuram Kozhikode | 2  | Kozhikode          | Kozhikode          | 609.224 | Koči Kolam |
| Thiruvananthapuram Kozhikode | 3  | Koči               | Ernakulam          | 602.046 | Koči Kolam |
| Thiruvananthapuram Kozhikode | 4  | Kolam              | Kolam              | 388.288 | Koči Kolam |
| Thiruvananthapuram Kozhikode | 5  | Thrisur            | Thrisur            | 315.957 | Koči Kolam |
| Thiruvananthapuram Kozhikode | 6  | Kanur              | Kanur              | 232.486 | Koči Kolam |
| Thiruvananthapuram Kozhikode | 7  | Alapuzha           | Alapuzha           | 180.856 | Koči Kolam |
| Thiruvananthapuram Kozhikode | 8  | Kotajam            | Kotajam            | 138.283 | Koči Kolam |
| Thiruvananthapuram Kozhikode | 9  | Palakad            | Palakad            | 131.019 | Koči Kolam |
| Thiruvananthapuram Kozhikode | 10 | Mandžeri           | Malapuram          | 97.102  | Koči Kolam |

## Turizem
Zaradi kulture in tradicije Kerale ter njene raznolike demografije je država postala ena najbolj priljubljenih turističnih destinacij v Indiji. Leta 2012 je revija National Geographic's Traveler Keralo razglasila za enega od »desetih rajev sveta« in »50 destinacij, ki jih morate videti v življenju«. Travel and Leisure je Keralo opisal tudi kot »eno od 100 odličnih potovanj 21. stoletja«. Leta 2012 je prehitela Tadž Mahal in postala prva turistična destinacija v Googlovih iskalnih trendih za Indijo. CNN Travel je Keralo uvrstil med »19 najboljših krajev za obisk v letu 2019«. Revija TIME je Keralo leta 2022 uvrstila med 50 izjemnih destinacij, ki jih je treba raziskati na svojem seznamu najlepših krajev na svetu.
Keralske plaže, zaledne vode, jezera, gorovja, slapovi, starodavna pristanišča, palače, verske ustanove in zavetišča za divje živali so glavne atrakcije za domače in mednarodne turiste. Mesto Koči je na prvem mestu po skupnem številu mednarodnih in domačih turistov v Kerali. Do začetka 1980-ih je bila Kerala razmeroma neznana destinacija v primerjavi z drugimi zveznimi državami v državi. Leta 1986 je vlada Kerale razglasila turizem za pomembno gospodarsko panogo in je bila prva država v Indiji, ki je to storila. Tržne kampanje, ki jih je sprožila Kerala Tourism Development Corporation, vladna agencija, ki nadzira turistične možnosti države, so povzročile rast turistične industrije. Veliko oglasov je Keralo označevalo s sloganom Kerala, Božja lastna dežela. [711] Turizem v Kerali je globalna blagovna znamka in velja za eno od destinacij z največjim priklicem. Leta 2006 je Kerala privabila 8,5 milijona turistov, kar je 23,7-odstotno povečanje v primerjavi s prejšnjim letom, zaradi česar je država ena najhitreje rastočih priljubljenih destinacij na svetu. Leta 2011 je pritok turistov v Keralo presegel mejo 10 milijonov.
Ajurvedski turizem je postal zelo priljubljen od 1990-ih in zasebne agencije so igrale opazno vlogo v tandemu s pobudami ministrstva za turizem. Kerala je znana po svojih ekoturističnih pobudah, ki vključujejo alpinizem, pohodništvo in programe opazovanja ptic v Zahodnih Gatih kot glavne dejavnosti. Državna turistična industrija je velik prispevek k državnemu gospodarstvu, saj raste po stopnji 13,3 %. Prihodki od turizma so se med letoma 2001 in 2011 povečali za petkrat in leta 2011 presegli mejo ₹ 190 milijard. Po poročanju Economic Timesa je Kerala v letu 2018 ustvarila rekordni prihodek v višini 36.528,01 milijonov INR iz turističnega sektorja, kar pomeni povečanje za 2874,33 milijona rupij iz prejšnjega leta. Leta 2018 je Keralo obiskalo več kot 16,7 milijona turistov v primerjavi s 15,76 milijona letom prej, kar je 5,9-odstotno povečanje. Industrija zagotavlja zaposlitev približno 1,2 milijona ljudi.
BBC je leta 2016 izbral edino plažo za vožnjo z avtomobilom Muzhapilangad v Kanurju, ki se razteza čez pet kilometrov peščenih plaž v državi, za eno izmed šestih najboljših plaž za vožnjo z avtomobilom na svetu. Jez Iduki, drugi na svetu ločni jez z dvojno ukrivljenostjo, zgrajen čez reko Perijar, prvi v Aziji. Glavne plaže so Kovalam, Varkala, Kozhikode, Fort Koči, Čerai, Alapuzha, Ponani, Kadalundi, Tanur, Čalijam, Pajambalam, Kapad, Muzhapilangad in Bekal. Priljubljene hribovske postaje so Ponmudi, Vajanad, Vagamon, Munar, Permade, Ramakalmedu, Arimbra, Paithalmala v okrožju Kanur, Kodikuthimala in Neliampathi. Munar je 1371 m nad morsko gladino in je znan po nasadih čaja ter raznoliki flori in favni. Ekoturistične destinacije Kerale vključujejo 12 zavetišč za divje živali in dva narodna parka: rezervat za tigre Perijar, rezervat za divje živali Parambikulam, zavetišče za divje živali Činar, zavetišče za ptice Thatekad, zavetišče za divje živali Vajanad, zavetišče za ptice Kadalundi, zavetišče za divje živali Karimpuzha, zavetišče za divje živali Muthanga, Aralam Wildli fe Sanctuary, narodni park Eravikulam in narodni park Silent Valley sta najbolj priljubljena med njimi. Zaledne vode Kerale so obsežna mreža prepletenih rek (41 rek, ki tečejo proti zahodu), jezer in kanalov, ki se osredotočajo okoli Alepeja, Kumarakoma, Ponanija, Nilešvarama in Punamade (kjer avgusta poteka letna dirka s čolni Nehru Trophy), Pathiramanala majhen otok v Muhami. Palača Padmanabhapuram in palača Matančeri sta dve bližnji dediščinski mesti. Tempelj Padmanabhasvami v prestolnici zvezne države Thiruvananthapuram drži rekord kot najbogatejši kraj čaščenja na svetu s premoženjem v vrednosti najmanj 1,2 bilijona rupij (kar ustreza 2,5 bilijona rupij ali 31 milijard ameriških dolarjev leta 2023).